# Деуліна (Шадрінський район)
Деу́ліна (рос. Деулина) — присілок у складі Шадрінського району Курганської області, Росія. Входить до складу Красномильської сільської ради.
Населення — 104 особи (2010, 97 у 2002).
Національний склад станом на 2002 рік: росіяни — 93 %.